# NF Ameublement
Vous pouvez aider à l'améliorer ou bien discuter des problèmes sur sa page de discussion.
- Il ne cite pas suffisamment ses sources. Vous pouvez indiquer les passages à sourcer avec {{référence nécessaire}} ou {{Référence souhaitée}}, et inclure les références utiles en les liant aux notes de bas de page. (Marqué depuis octobre 2022)
- Son texte doit être wikifié : il ne correspond pas à la mise en forme Wikipédia (style, typographie, liens internes, liens entre les wikis, etc.). (Marqué depuis octobre 2022)
- Son ton est trop promotionnel ou publicitaire, voire hagiographique. Le texte doit adopter un ton neutre et encyclopédique. (Marqué depuis octobre 2022)
- Il n’est pas rédigé dans un style encyclopédique. (Marqué depuis octobre 2022)

- Archive Wikiwix
- Bing
- Cairn
- DuckDuckGo
- E. Universalis
- Gallica
- Google
- G. Books
- G. News
- G. Scholar
- Persée
- Qwant
- (zh) Baidu
- (ru) Yandex
- (wd) trouver des œuvres sur Wikidata

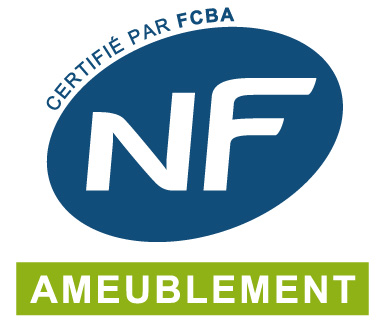

La marque NF Ameublement est une des applications de la marque NF propriété d'AFNOR.
L'Institut Technologique FCBA (Forêt, Cellulose, Bois-construction, Ameublement), est mandaté par AFNOR pour gérer les applications de cette marque dans le domaine de l'ameublement domestique (cuisines, salles de bain, séjours, canapés, chambres, sièges, etc.). Il s'agit d'une certification de produit, encadrée par le  code de la consommation.

## Démarche
Son obtention se fait dans le cadre d’une démarche volontaire des fabricants de meuble. Lorsqu’ils en font la demande, l’Institut Technologique FCBA, mandaté pat AFNOR, leur précise la marche à suivre et leur remet un référentiel.
Les produits doivent répondre à des critères de qualité et depuis le 11 octobre 2012, de santé et d'environnement, définis dans le référentiel.
Celui-ci reprend généralement les normes européennes et françaises ainsi qu'un certain nombre de spécifications particulières. Le FCBA procède à un audit d'évaluation des sites, et notamment des moyens de production, examine l'organisation qualité mise en place par l'entreprise et définit les essais nécessaires pour prouver la conformité des produits aux exigences du référentiel.
Dès qu'un produit est certifié, le fabricant peut lui apposer l'estampille de la marque NF permettant ainsi au client de reconnaître un produit NF Ameublement. Ensuite l'Institut Technologique FCBA organise des audits réguliers des sites de production. L'auditeur contrôle les produits certifiés et en cas de litige[Avec qui ?] non résolu à l'amiable, l'Institut Technologique FCBA intervient pour déterminer les responsabilités.
Dès la notification d'un droit d'usage de la marque NF à une entreprise, l'Institut Technologique FCBA réalise des audits en usine ou sur les lieux de distribution des produits qui ont été certifiés. 
Leurs audits ont pour objet :
- de s'assurer que les moyens techniques et les qualifications des personnels dédiés aux produits certifiés permettent le maintien de leur conformité,
- de vérifier le management du système qualité, et si l’entreprise n’est pas certifiée ISO 9001, de réaliser des audits d'assurance qualité,
- de procéder à l'examen technique des produits et au prélèvement d'échantillons pour réaliser des essais,
- le cas échéant, de suivre l'échéancier de mise en conformité établi par l'entreprise,
- d'examiner les documents commerciaux.

## Quelques exemples de ce qui est vérifié par les tests
NF Ameublement fait subir aux meubles des tests[Par qui ?]. Quelques exemples[réf. nécessaire] :
Côté sécurité :
- les chiliennes ou les transats ont des dispositifs de fermeture sécurisés pour éviter tout risque de se couper les doigts,
- les coffres à jouets ont des fermetures spécifiques pour éviter les pincements et l'enfermement,
- les chaises hautes pour enfants sont conçues avec un dispositif anti basculement,
- les lits en hauteur ont des barrières de protection suffisamment hautes pour empêcher que les enfants ne tombent, ont des barreaux d’échelles aux arêtes adoucies (empêchant qu’on se coupe les pieds en descendant en chaussettes), ont des structures rigides et stables pour éviter les chutes, et ont des échelles sûres qui ne se détachent pas du lit,
- les tables à langer sont solides et bien fixées sur leur support pour éviter que bébé ne chute,
- les arêtes sont adoucies et ne risquent pas de couper ou trancher,
- les meubles de cuisine ne risquent pas de se décrocher du mur,
- les tiroirs ne tombent pas sur les pieds,
- les étagères ne doivent pas basculer ou s’extraire,
- les meubles ne doivent pas basculer,

Côté santé :
- les finitions (peinture ou vernis) des meubles à usage des enfants ne contiennent pas de métaux lourds qui, en cas d'ingestion, se fixent dans l'organisme (plomb, cadmium, mercure, cuivre, arsenic...),
- les panneaux de bois utilisés sont classés E1 (avec une teneur réduite en en formaldéhyde inférieure à 8mg /100g de matériau).

Côté environnement :
- interdiction d’utiliser des essences issues de sources controversées,
- emploi d’emballages utilisant des matériaux facilement recyclables et/ou issus de ressources renouvelables,
- informations à fournir aux utilisateurs (aptitude à l’emploi, nettoyage, entretien, remplacement du verre, fin de vie du meuble… ).